# Mario Carotenuto
Mario Carotenuto (Roma, 30 giugno 1916 – Roma, 14 aprile 1995) è stato un attore e doppiatore italiano.
Ha interpretato oltre un centinaio di film del genere noto come commedia all'italiana. Saltuariamente attivo nel doppiaggio, ha prestato la propria voce a Mario Conocchia in 8½ di Federico Fellini.

## Biografia

### Origini, periodo di guerra, formazione
Figlio di Nello Carotenuto, attore del cinema muto, e di Corinna Santarnecchi, è fratello di Memmo, anch'egli attore. Dopo l’armistizio del 1943 mostra simpatie per la Repubblica Sociale Italiana - RSI , dove viene arruolato nelle Waffen SS italiane.

### Attività teatrale
Il suo debutto sul palcoscenico avvenne a soli otto anni, al Teatro Costanzi di Roma, ma successivamente, ancora bambino, avrebbe svolto mestieri che con lo spettacolo avevano poco a che fare. Solo nella seconda metà degli anni quaranta iniziò la carriera di attore alla radio. Durante la seconda guerra mondiale Carotenuto entrò a far parte della compagnia teatrale dipendente dal reparto propaganda della 29. Waffen-Grenadier-Division der SS (italienische Nr. 1). Si dedicò quindi anche al teatro di rivista e nel 1953 era a capo di una sua compagnia.
Di rilievo la sua interpretazione del ruolo di Peachum ne L'opera da tre soldi di Bertolt Brecht, diretta da Giorgio Strehler, che gli valse il premio San Genesio nel 1956 quale miglior caratterizzazione maschile. Negli anni seguirono ruoli in rappresentazioni di Shakespeare, Pirandello e Molière. Sono inoltre da notare partecipazioni importanti alle commedie musicali di Garinei e Giovannini, come Un paio d'ali (1957), con Renato Rascel e Giovanna Ralli.

### Varietà radiofonici Rai
Giovedì 11 gennaio 1951, dall'Auditorium radio Rai al Foro Italico presentò la prima puntata del programma settimanale Rosso e nero, con la regia di Riccardo Mantoni e la partecipazione di attori, come Tino Scotti, Franca Valeri, Alberto Sordi e cantanti, come Teddy Reno e Claudio Villa; continuò a presentare il programma sino a maggio 1951.

### Carriera cinematografica
Esordì come attore di cinema nel 1950, in un piccolo ruolo, nel film Abbiamo vinto! di Robert Adolf Stemmle. Conteso da produttori e registi diede vita per più di cento film a un numero notevole di personaggi con caratterizzazioni memorabili, spaziando dalla commedia all'italiana e i film d'autore alla commedia sexy all'italiana e i musicarelli.
Alberto Lattuada gli affidò la parte del commendatore Albertocchi ne La spiaggia, nel 1954; Dino Risi lo diresse in Pane, amore e…, nel 1955, nel quale interpretava il parroco don Matteo Carotenuto, fratello dell'ex maresciallo dei Carabinieri (Vittorio De Sica). Con Risi recitò anche in Poveri ma belli (1956) e Il mattatore (1959). In quegli anni Mario Carotenuto si ritrovava a lavorare al fianco dei comici dell'epoca, come Totò (Totò, Eva e il pennello proibito di Steno, 1959) o Alberto Sordi (Un eroe dei nostri tempi di Mario Monicelli, 1955; Ladro lui, ladra lei di Luigi Zampa, 1958).
In alcune pellicole fu anche protagonista, come l'ex ladro di Colpo gobbo all’italiana, Nando Paciocchi che aiuta un metronotte romano a recuperare il bottino di una rapina nella banca da lui sorvegliata (film del 1962, diretto da Lucio Fulci e nato da un'idea originale dello stesso Carotenuto).
Dagli anni sessanta fino al crepuscolo della commedia all'italiana, si dedicò a decine di pellicole comiche come caratterista, spesso in film leggeri, farse, parodie o musicarelli, consacrandosi come uno degli attori italiani più noti, ma non rinunciò all'interpretazione di ruoli di maggior spessore, come ne Lo scopone scientifico di Luigi Comencini, per il quale meritò il Nastro d'argento come miglior attore non protagonista nel 1972. Nel 1974 partecipò al film La poliziotta, con Mariangela Melato, e nel 1976, con Gigi Proietti ed Enrico Montesano, a Febbre da cavallo, entrambi diretti da Steno.
Attore sia comico sia drammatico, diede vita a personaggi spesso intrallazzatori, piacioni, inappuntabilmente vestiti in giacca e cravatta, interpretati aggiungendo molteplici sfaccettature, risaltandone i caratteri tendenti al malaffare: i vizi degli "italiani brava gente". Nel 1995, dopo un decennio di assenza dal grande schermo, fu chiamato da Ettore Scola per interpretare un tipografo in Romanzo di un giovane povero.

### La morte

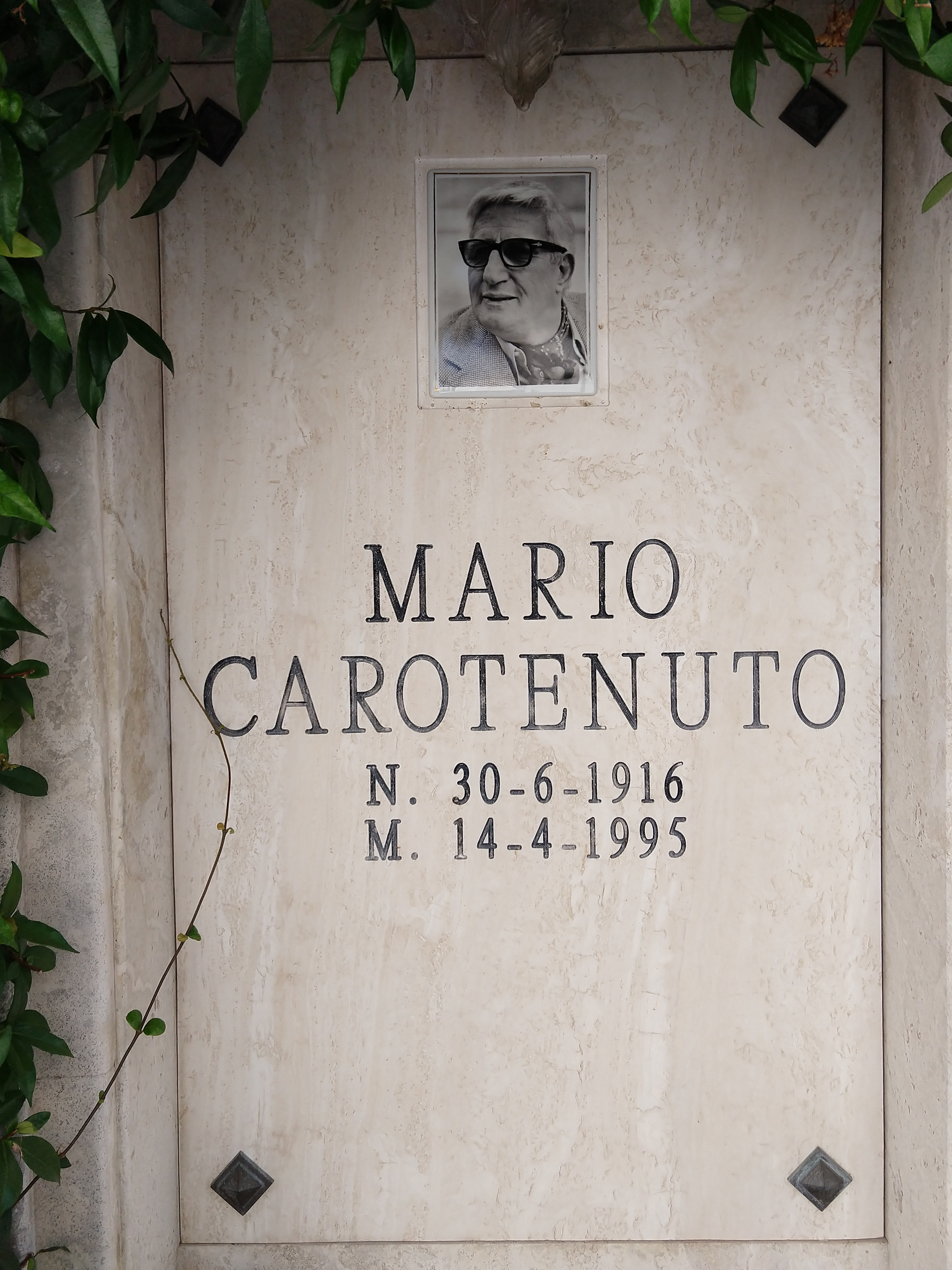
cimitero di Grottammare (AP), tomba di Mario Carotenuto

Morì all'Aurelia Hospital di Roma il 14 aprile 1995 a causa di una neoplasia polmonare; i funerali vennero celebrati il 18 aprile nella basilica di Santa Maria del Popolo e ad essi furono presenti tantissimi volti del cinema e dello spettacolo. Dopo la cerimonia funebre la salma venne trasferita nel cimitero di Grottammare, la cittadina marchigiana di cui è originaria Gabriella Cottignoli, la seconda moglie dell'attore.

## Vita privata
Nel 1953 sposò l'attrice e ballerina Luisa Poselli dalla quale l'anno successivo ebbe una figlia, Claretta, attrice e regista. La separazione dalla moglie avvenne nel 1964; i due divorziarono nel 1974. Sposò poi, in seconde nozze, Gabriella Cottignoli, che gli restò accanto fino alla sua morte.

## Filmografia

Mario Carotenuto con Tina Pica in Pane, amore e... (1955) di Dino Risi

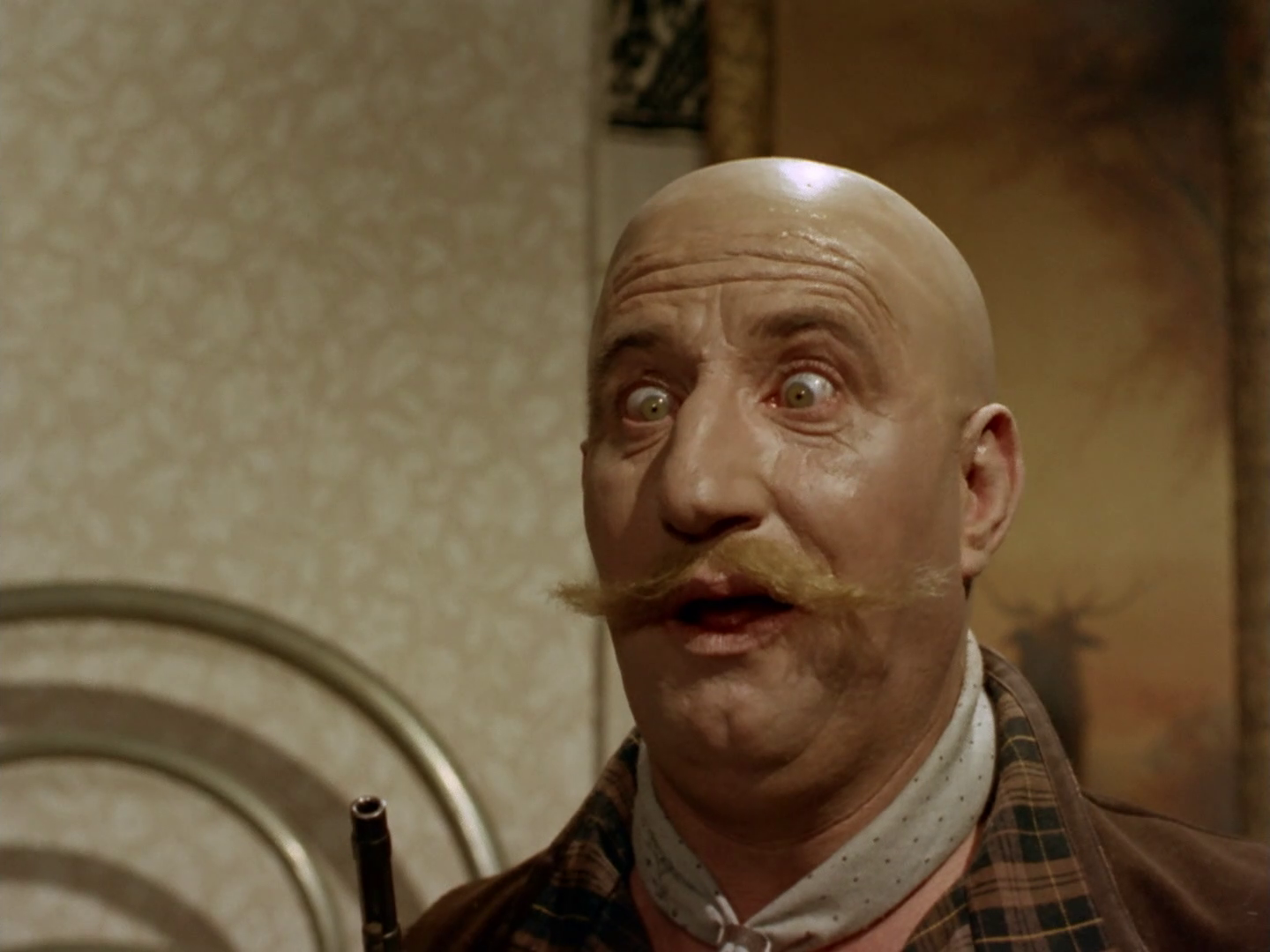
Mario Carotenuto in Un dollaro di fifa (1960) di Giorgio Simonelli

Mario Carotenuto in La donna degli altri è sempre più bella (1963) di Marino Girolami

Mario Carotenuto in Febbre da cavallo (1976) di Steno

Mario Carotenuto con Pippo Franco in Il tifoso, l'arbitro e il calciatore (1982) di Pier Francesco Pingitore

### Cinema
- Abbiamo vinto!, regia di Robert Adolf Stemmle (1950)
- Milano miliardaria, regia di Marcello Marchesi e Vittorio Metz (1951)
- Miracolo a Viggiù, regia di Luigi Giachino (1951)
- I due sergenti, regia di Carlo Alberto Chiesa (1951)
- Bellezze a Capri, regia di Luigi Capuano (1951)
- Ieri, oggi, domani, regia di Silvio Laurenti Rosa (1952)
- Lasciateci in pace, regia di Marino Girolami (1953)
- Ci troviamo in galleria, regia di Mauro Bolognini (1953)
- Se vincessi cento milioni, regia di Carlo Moscovini e Carlo Campogalliani (1953)
- La spiaggia, regia di Alberto Lattuada (1953)
- Capitan Fantasma, regia di Primo Zeglio (1953)
- Destini di donne, regia di Marcello Pagliero (1954)
- Scuola elementare, regia di Alberto Lattuada (1954)
- Io piaccio, regia di Giorgio Bianchi (1955)
- Non c'è amore più grande, regia di Giorgio Bianchi (1955)
- Destinazione Piovarolo, regia di Domenico Paolella (1955)
- Racconti romani, regia di Gianni Franciolini (1955)
- Pane, amore e..., regia di Dino Risi (1955)
- Un eroe dei nostri tempi, regia di Mario Monicelli (1955)
- Quando tramonta il sole, regia di Guido Brignone (1956)
- La donna del giorno, regia di Citto Maselli (1956)
- A sud niente di nuovo, regia di Giorgio Simonelli (1956)
- Montecarlo, regia di Samuel A. Taylor (1956)
- Poveri ma belli, regia di Dino Risi (1956)
- I giorni più belli, regia di Mario Mattoli (1956)
- Kean - Genio e sregolatezza, regia di Vittorio Gassman (1956)
- Souvenir d'Italie, regia di Antonio Pietrangeli (1957)
- Vivendo cantando... che male ti fò?, regia di Marino Girolami (1957)
- Susanna tutta panna, regia di Steno (1957)
- Femmine tre volte, regia di Steno (1957)
- Gli zitelloni, regia di Giorgio Bianchi (1958)
- Rascel Marine, regia di Guido Leoni (1958)
- Pane, amore e Andalusia (Pan, amor y... Andalucía), regia di Javier Setó (1958)
- Mogli pericolose, regia di Luigi Comencini (1958)
- Ladro lui, ladra lei, regia di Luigi Zampa (1958)
- Guardia, ladro e cameriera, regia di Steno (1958)
- Come te movi, te fulmino!, regia di Mario Mattoli (1958)
- Il segreto delle rose, regia di Albino Principe (1958)
- L'amico del giaguaro, regia di Giuseppe Bennati (1958)
- L'amore nasce a Roma, regia di Mario Amendola (1958)
- Ballerina e Buon Dio, regia di Antonio Leonviola (1958)
- Le notti dei teddy boys, regia di Leopoldo Savona (1959)
- Primo amore, regia di Mario Camerini (1959)
- Urlatori alla sbarra, regia di Lucio Fulci (1959)
- Juke box - Urli d'amore, regia di Mauro Morassi (1959)
- I ragazzi del juke-box, regia di Lucio Fulci (1959)
- Il terrore dell'Oklahoma, regia di Mario Amendola (1959)
- Totò, Eva e il pennello proibito, regia di Steno (1959)
- Le sorprese dell'amore, regia di Luigi Comencini (1959)
- Roulotte e roulette, regia di Turi Vasile (1959)
- Genitori in blue-jeans, regia di Camillo Mastrocinque (1959)
- La cento chilometri, regia di Giulio Petroni (1959)
- Il mattatore, regia di Dino Risi (1959)
- Uomini e nobiluomini, regia di Giorgio Bianchi (1959)
- Cerasella, regia di Raffaello Matarazzo (1959)
- A qualcuna piace calvo, regia di Mario Amendola (1960)
- La banda del buco, regia di Mario Amendola (1960)
- Le svedesi, regia di Gian Luigi Polidoro (1960)
- Sanremo - La grande sfida, regia di Piero Vivarelli (1960)
- Le signore, regia di Turi Vasile (1960)
- Gli scontenti, regia di Giuseppe Lipartiti (1961)
- I piaceri dello scapolo, regia di Giulio Petroni (1960)
- Fontana di Trevi, regia di Carlo Campogalliani (1960)
- Un dollaro di fifa, regia di Giorgio Simonelli (1960)
- Caccia al marito, regia di Marino Girolami (1960)
- Ferragosto in bikini, regia di Marino Girolami (1960)
- I Teddy boys della canzone, regia di Domenico Paolella (1960)
- Mariti in pericolo, regia di Mauro Morassi (1961)
- Che femmina!! e... che dollari!, regia di Giorgio Simonelli (1961)
- Bellezze sulla spiaggia, regia di Romolo Guerrieri (1961)
- Vacanze alla baia d'argento, regia di Filippo Walter Ratti (1961)
- I soliti rapinatori a Milano, regia di Giulio Petroni (1961)
- Scandali al mare, regia di Marino Girolami (1961)
- La ragazza sotto il lenzuolo, regia di Marino Girolami (1961)
- Io bacio... tu baci, regia di Piero Vivarelli (1961)
- Il mantenuto, regia di Ugo Tognazzi (1961)
- Le magnifiche 7, regia di Marino Girolami (1961)
- Maciste contro Ercole nella valle dei guai, regia di Mario Mattoli (1961)
- Colpo gobbo all'italiana, regia di Lucio Fulci (1962)
- Peccati d'estate, regia di Giorgio Bianchi (1962)
- Pesci d'oro e bikini d'argento, regia di Carlo Veo (1962)
- Nerone '71, regia di Walter Filippi (1962)
- Il mio amico Benito, regia di Giorgio Bianchi (1962)
- Esame di guida (Tempo di Roma), regia di Denys de La Patellière (1962)
- Gli eroi del doppio gioco, regia di Camillo Mastrocinque (1962)
- 2 samurai per 100 geishe, regia di Giorgio Simonelli (1962)
- 5 marines per 100 ragazze, regia di Mario Mattoli (1962)
- La donna degli altri è sempre più bella, regia di Marino Girolami, episodio La dirittura morale (1962)
- Siamo tutti pomicioni, regia di Marino Girolami, episodio Le gioie della vita (1963)
- Scandali... nudi, regia di Enzo Di Gianni (1963)
- Due marines e un generale, regia di Luigi Scattini (1965)
- 7 monaci d'oro, regia di Marino Girolami (1966)
- Il padre di famiglia, regia di Nanni Loy (1967)
- Satyricon, regia di Gian Luigi Polidoro (1969)
- Lisa dagli occhi blu, regia di Bruno Corbucci (1969)
- Se è martedì deve essere il Belgio, regia di Mel Stuart (1969)
- La ragazza del prete, regia di Domenico Paolella (1970)
- Il debito coniugale, regia di Franco Prosperi (1970)
- Nel giorno del Signore, regia di Bruno Corbucci (1970)
- Correva l'anno di grazia 1870, regia di Alfredo Giannetti (1971)
- La Betìa ovvero in amore, per ogni gaudenza, ci vuole sofferenza, regia di Gianfranco De Bosio (1971)
- I due assi del guantone, regia di Mariano Laurenti (1971)
- Quando le donne si chiamavano madonne, regia di Aldo Grimaldi (1972)
- Boccaccio, regia di Bruno Corbucci (1972)
- Girolimoni, il mostro di Roma, regia di Damiano Damiani (1972)
- Fiorina la vacca, regia di Vittorio De Sisti (1972)
- Lo scopone scientifico, regia di Luigi Comencini (1972)
- Racconti proibiti... di niente vestiti, regia di Brunello Rondi (1972)
- Storia di fifa e di coltello - Er seguito der Più, regia di Mario Amendola (1972)
- Il prode Anselmo e il suo scudiero, regia di Bruno Corbucci (1972)
- Il sergente Rompiglioni, regia di Pier Giorgio Ferretti (1973)
- Pasqualino Cammarata... capitano di fregata, regia di Mario Amendola (1973)
- Sesso in testa, regia di Sergio Ammirata (1974)
- Farfallon, regia di Riccardo Pazzaglia (1974)
- La poliziotta, regia di Steno (1974)
- Squadra volante, regia di Stelvio Massi (1974)
- Colpita da improvviso benessere, regia di Franco Giraldi (1975)
- L'insegnante, regia di Nando Cicero (1975)
- La liceale, regia di Michele Massimo Tarantini (1975)
- Cassiodoro il più duro del pretorio, regia di Oreste Coltellacci (1975)
- Il sogno di Zorro, regia di Mariano Laurenti (1975)
- La poliziotta fa carriera, regia di Michele Massimo Tarantini (1975)
- La nuora giovane, regia di Luigi Russo (1975)
- La professoressa di scienze naturali, regia di Michele Massimo Tarantini (1975)
- L'Italia s'è rotta, regia di Steno (1976)
- Due sul pianerottolo, regia di Mario Amendola (1976)
- Classe mista, regia di Mariano Laurenti (1976)
- L'altra metà del cielo, regia di Franco Rossi (1976)
- La portiera nuda, regia di Luigi Cozzi (1976)
- Febbre da cavallo, regia di Steno (1976)
- La dottoressa del distretto militare, regia di Nando Cicero (1976)
- L'appuntamento, regia di Giuliano Biagetti (1977)
- La vergine, il toro e il capricorno, regia di Luciano Martino (1977)
- Il ginecologo della mutua, regia di Joe D'Amato (1977)
- La soldatessa alla visita militare, regia di Nando Cicero (1977)
- Kakkientruppen, regia di Marino Girolami (1977)
- Il marito in collegio, regia di Maurizio Lucidi (1977)
- Quando c'era lui... caro lei!, regia di Giancarlo Santi (1978)
- Dove vai se il vizietto non ce l'hai?, regia di Marino Girolami (1978)
- L'infermiera di notte, regia di Mariano Laurenti (1978)
- L'insegnante balla... con tutta la classe, regia di Giuliano Carnimeo (1978)
- La supplente va in città, regia di Vittorio De Sisti (1979)
- La vedova del trullo, regia di Franco Bottari (1979)
- Qua la mano, regia di Pasquale Festa Campanile, episodio Sto così col Papa (1980)
- Pierino medico della S.A.U.B., regia di Giuliano Carnimeo (1981)
- Per favore, occupati di Amelia, regia di Flavio Mogherini (1982)
- Gian Burrasca, regia di Pier Francesco Pingitore (1982)
- Scusa se è poco, regia di Marco Vicario, episodio Trenta secondi d'amore (1982)
- Il tifoso, l'arbitro e il calciatore, regia di Pier Francesco Pingitore, episodio Il tifoso (1982)
- Paulo Roberto Cotechiño centravanti di sfondamento, regia di Nando Cicero (1983)
- Cuando calienta el sol... vamos alla playa, regia di Mino Guerrini (1983)
- Romanzo di un giovane povero, regia di Ettore Scola (1995)

### Televisione
- Un, due, tre, varietà musicale, regia di Alberto Gagliardelli, con Mario Carotenuto, orchestra di Giampiero Boneschi, trasmesso il 16 dicembre 1953.
- Le zitelle di via Hydar di Enzo Duse, regia di Silverio Blasi, trasmesso il 2 gennaio 1955.
- Tribuna Beat, regia di Italo Terzoli (1967)
- Le case del vedovo, regia di Edmo Fenoglio (1968)
- Svegliati e canta, regia di Daniele D'Anza (1968)
- Piccola città di Thornton Wilder, regia di Silverio Blasi (1968)
- Morte di un commesso viaggiatore di Arthur Miller, regia di Sandro Bolchi (1968)
- Giocando a golf una mattina di Francis Durbridge, regia di Daniele D'Anza, trasmesso nel 1969.
- Il giardino dei ciliegi di Anton Čechov, regia di Mario Ferrero, trasmesso nel 1969.
- I demoni di Fëdor Dostoevskij, regia di Sandro Bolchi, trasmesso, in 5 puntate, dal 20 febbraio al 19 marzo 1972.
- Erano tutti i miei figli, regia di Giuseppe Fina (1972)
- Il sospetto, regia di Daniele D'Anza, trasmesso nel 1972.
- La giostra di Massimo Dursi, regia di Sandro Bolchi, trasmesso il 20 ottobre del 1972.
- Il terzo invitato, regia di Vittorio Barino (1976)[4][5]
- Il gatto in casa di Georges Feydeau, regia di Gigi Proietti (1983)

#### Pubblicità
Mario Carotenuto partecipò, inoltre, dal 1959 al 1965 agli sketch della rubrica pubblicitaria televisiva Carosello (dei quali fu anche sceneggiatore nel 1961) che pubblicizzavano la camiceria del Cotonificio Vallesusa.

## Teatro
- Un paio d’ali, regia di Garinei e Giovannini (1957)
- Un trapezio per Lisistrata, regia di Garinei e Giovannini (1958)
- My Fair Lady di Lerner e Loewe, regia di Sven Age Larsen (1963)
- Promesse promesse di Neil Simon, regia di Garinei e Giovannini (1970)
- Il prigioniero della 2ª strada di Neil Simon, regia di Garinei e Giovannini (1972)
- Guerra s.p.a, regia di Daniele D’Anza (1980)

## Radio
- Rosso e nero, varietà settimanale, regia di Riccardo Mantoni (1951-1952)
- Taccuino romano, con Mario Carotenuto, trasmesso il 21 febbraio 1953.
- Invito alla canzone, varietà musicale, con le orchestre di Cinico Angelini e Carlo Savina, presentato da Mario Carotenuto il 27 novembre 1953.

### Prosa radiofonica Rai
- Il conciliatore, radiocommedia di Samy Fayad, regia di Anton Giulio Majano, trasmessa il 5 giugno 1957.
- Guai a chi menti, commedia di Franz Grillparzer, regia di Vittorio Sermonti, trasmessa il 7 marzo 1961.

## Riconoscimenti
- Nastro d'argento
  - 1973 – Miglior attore non protagonista per Lo scopone scientifico
  - 1996 – Candidatura al miglior attore non protagonista per Romanzo di un giovane povero (postumo)

- Premio San Genesio
  - 1956 – Premio alla miglior caratterizzazione maschile per L'opera da tre soldi

## Doppiatori italiani
- Luigi Pavese in Capitan fantasma
- Enzo Liberti in Il padre di famiglia